# Muchajjam ad-Duhajsza
Muchajjam ad-Duhajsza (arab. مخيم الدهيشة) – obóz dla uchodźców palestyńskich w Autonomii Palestyńskiej (zachodni Zachodni Brzeg, muhafaza Betlejem). Według danych Palestyńskiego Centralnego Biura Statystycznego z 2016 liczył 10 995 mieszkańców.
W obozie mieszkają ludzie i ich potomkowie usunięci w 1948 roku z około 35 małych miejscowości położonych w okolicy Jerozolimy i Hebronu. Do 1959 roku mieszkali pod namiotami, potem dzięki pomocy UNRWA zaczęli budować baraki. Do 1979 roku w obozie była zewnętrzna kanalizacja.
W marcu 2000 roku obóz został odwiedzony przez Jana Pawła II. W miejscowej szkole odbyło się spotkanie z uchodźcami, w czasie którego papież podkreślił m.in. konieczność respektowania prawa każdego narodu do własnej ziemi.